# Sombrun
Sombrun é uma comuna francesa na região administrativa de Occitânia, no departamento dos Altos Pirenéus. Estende-se por uma área de 9,67 km². Em 2010 a comuna tinha 216 habitantes (densidade: 22,3 hab./km²).